# Бут, Кэтлин
Кэтлин Хильда Валерия Бут (англ. Kathleen Hylda Valerie Booth; 1922—2022) — британско-канадский учёный и инженер, первопроходец в области информатики. Известна прежде всего как разработчик и дизайнер первого языка ассемблера — «автокода» для ранних компьютерных систем в колледже Биркбека при Лондонском университете.

## Биография
Кэтлин Бриттен родилась в городе Стаурбридж графства Вустершир, получила диплом бакалавра в Лондонском университете в 1944 и устроилась работать младшим научным сотрудником в RAE в городе Фарнборо. С 1946 Бриттен начала работать в Биркбеке, где и достигла наибольших успехов. В 1947 в качестве ассистента Эндрю Дональда Бута она сопровождала его в командировку по США, в рамках которой они посетили Джона фон Неймана в Принстонском университете. Одним из результатов поездки явилась совместная статья Бута и Бриттен «Общие соображения по проектированию многоцелевого электронного цифрового вычислителя» (англ. General Considerations in the Design of an All Purpose Electronic Digital Computer), описывающая поправки к проекту ARC с учётом принципов фон-неймановской архитектуры. Значительной частью её вклада в работу стал язык ассемблера для ARC2, но теорией она не ограничивалась, и участвовала также в создании и поддержке компонентов этого компьютера вместе с другой ассистенткой Бута, Ксенией Свитинг. Группа Бриттен и Бута считалась самой малочисленной из ранних британских исследовательских групп в области вычислительных машин. В 1950 году они поженились, и сменившая фамилию Кэтлин Бут впоследствии родила от него двух детей: сына и дочь.
Между 1947 и 1953 годом команда из Эндрю Бута и Кэтлин Бриттен/Бут спроектировала и сконструировала три различные машины: ARC (Automatic Relay Calculator, «Автоматический калькулятор на реле»), SEC (Simple Electronic Computer, «Простой электронный компьютер»), и APE(X)C (All Purpose Electronic (X) Computer, «Многоцелевой электронный компьютер»). Эндрю Бут в основном занимался конструированием ЭВМ, а Кэтлин Бут — их программированием. Несмотря на непропорционально размеру группы большой объём успешно выполненных работ, финансирование и известность её долгое время оставались на незначительном уровне. Компьютер APE(X)C, заработавший впервые в мае 1952 и полностью завершённый к концу 1953, оказал существенное влияние на коммерчески успешную линейку компьютеров HEC, которую выпускала British Tabulating Machine Company (знаменита в числе прочего производством криптологических бомб во время Второй мировой войны, после серии слияний с 1998 года входит в Fujitsu).
В 1950 году Кэтлин Бут закончила аспирантуру Лондонского университета по направлению прикладной математики. Ею был как сольно, так и в соавторстве, написан ряд значимых статей и книг, среди которых особенно выделяют:
- «Автоматические цифровые калькуляторы» (1953)[15] — одна из первых книг, демонстрирующая стиль программирования «планирование и кодирование»
- «Программирование автоматического цифрового калькулятора» (1958)[16] — одна из первых книг по программированию компьютеров линейки APE(X)C

Также в 1958 году она читала курс по программированию, что для тех лет было большой экзотикой. В 1961 году колледж Биркбека отказал Эндрю Буту в собственной лаборатории и кафедре компьютерной инженерии, несмотря на организованную им самим финансовую поддержку со стороны BTM, после чего и он, и его жена одновременно уволились — исследования в области информатики в Лондонском университете на этом временно прекратились, а почти завершённый ламповый компьютер ICT 1400 был передан на кафедру численной автоматизации, откуда попал в Лондонскую школу гигиены и тропической медицины. Супруги Бут покинули «улей социалистической посредственности», уехали в Канаду и устроились в Университет Саскачевана, где проработали с 1962 по 1972 год, после чего так же синхронно перешли в Университет Лейкхед, где Кэтлин Бут стала профессором, а её муж — ректором. Спустя несколько лет после их выхода на пенсию их дети закончили тот же университет.